# Рейнхейм
Рейнхеймен (норв. Reinheimen) — треугольник гор, находящихся между долиной Отта на юге, Гудбрандсдал на северо-востоке и Валлдал на северо-западе. Название территории было присвоено когда путешественник и писатель Олаф Хэйткёттер написал книгу Reinheimen, в 1974 году.
Национальный парк Рейнхеймен, основанный в 2006 году, покрывает площадь в 1974 км². Кроме того, также охраняются следующие прилежащие территории: заповедники Финская долина, Отта, Lord Alen, Ромсдал, Лестница троллей, Tafjord-Reindalen, а также заповедник Brettingsmoen.
Восточная часть — окружена горами и широкими равнинами, такими как Финская долина, Lord Alen, Green Valley, Asbjørn Valley and Ulvådalen. Высшая точка — 2014 метров над уровнем моря. К северу от двух пиков, Каритинн (1982 метра над уровнем моря) и бассейном Путтегга (1999 метров над уровнем моря) находится горный массив Тролтиндэн, частью которого является Стена Троллей, самая высокая каменная стена в Европе.
В зимнее время в Рейнхеймен насчитывается около 2000 северных оленей. Люди, живущие в деревнях охотятся на них, ставится много ловушек, особенно в Lord Alen. Сегодня, сезон охоты на оленя и волка для около 500 охотников Рейнхеймена продолжается с 20 августа по 10 сентября.